# Зоря (Рівненський район)
Зоря́ — село в Україні, у Рівненському районі Рівненської області. Центр Зорянської сільської громади.

## Загальні відомості
Село Зоря розташоване на автодорозі національного значення Н22 «Рівне-Устилуг» у напрямку Луцька, на 18-му кілометрі від обласного центру Рівне. Населення Зорі — 5500 осіб, 1602 — двори. У селі розташована Зорянська сільська рада, яка є адміністративним центром для ряду навколишніх сіл.

## Історія
Зоря веде родовід від Сморжівських хуторів. За переказами, у прадавні часи в цих місцях був густий ліс, і там рясно водилися гриби «сморжі» — від них, вважається, і виникла назва хуторів.

Пам'ятник В. А. Плютинському, с. Зоря

Історія, природа, топографія цієї землі відображені в старовинних назвах урочищ: «Курган» (староруський могильник), «Візірка», «Козачка», «Люлька», «Замковисько», «Вуйцикове болото», «Чортория», «Карпів вал», «Торбин рів», «Костянтинова гора», «Мануйликова пасіка», «Брикунова річка», а також «Церквище», «Корчмище», «Хвійиик», «Ярище», «Свінолужа», «Ялини», «Лози», «Віри», «Гребельки», «Озерце», «Плесо» тощо.

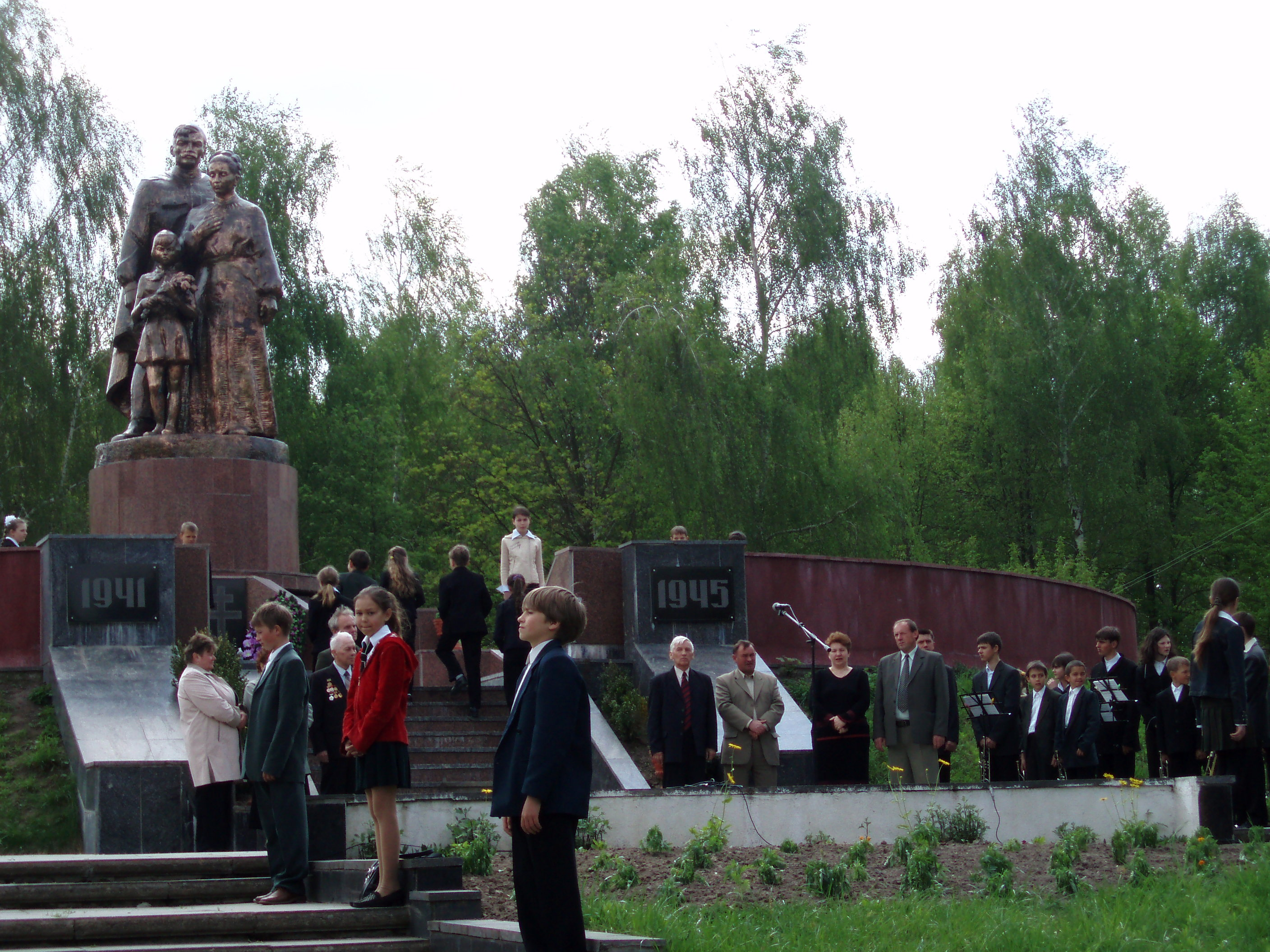

Забудовувалась Зоря за генеральним планом, як експериментально-показове село. Його історія тісно пов'язана з ім'ям В. А. Плютинського, який з 1951 року очолив укрупнений колгосп ім. Ворошилова. В другій половині 50-х років на загальних зборах колгоспників було вирішено перейменувати Сморжівські хутори, які поволі перетворювалися у велике сучасне село. Наприкінці 1950-х років було закладено першу вулицю нового села — Нову.
У сільському парку с. Зоря встановлено пам'ятник всім односельчанам, які загинули в роки німецько-радянської війни.
На центральній площі села встановлено погруддя двічі Героя Соціалістичної праці В. А. Плютинського.
Відривок з книги Петра Шкарб'юка «Село з майбутнього» як була придумана теперішня назва селу: В цьому ж знаменитому році (1957) Сморжівські хутори, які поволі перетворювалися у велике сучасне село, вирішили перейменувати. Як назвати? — думали всі. — Щоб коротко і символічно.
Перебрали чимало назв, та на жодній не зупинилися.
— Зоря,—запропонував хтось на загальних зборах.
— Зоря?
— Зоря!
Так і назвали.
22 червня 2023 року рішенням Національної комісії зі стандартів державної мови віднесено до списку населених пунктів, які «можуть не відповідати лексичним нормам української мови», зокрема стосуватися «російської імперської чи колоніальної політики». Громаді рекомендовано обґрунтувати доцільність збереження поточної назви або запропонувати нову назву в установленому законодавством порядку.

### Ветерани Другої Світової війни
Плютинський Володимир Антонович (4 травня 1927 р. — 14 вересня 2009 р.). Війна для В. А. Плютинського почалася під кінець 1942 року, у першому партизанському таборі біля с. Дорогощі. Партизанським з'єднанням командував Степан Антонович Олексенко.
У лютому 1944 року Володимир Плютинський потрапив до партизанського з'єднання під командуванням Шишка, у бою під Колками був поранений, після чого потрапив у польовий шпиталь біля с. Маневичі, звідти перевезли його в Дарницю під Києвом.
Вже в зрілому віці Володимиру Антоновичу потрапив у руки документ про діяльність партизанського з'єднання С. А. Олексенка: «… На березень 1944 року обласний штаб партизанського руху має у своєму підпорядкуванні з'єднання Скубка, Одухи, Олексенка, Шишка, які нараховували у своєму складі 27 загонів загальною чисельністю 6422 чоловік… Забезпечення зброєю та боєприпасами для людей, які приходили в загони, обласний штаб здійснював за рахунок трофеїв, захоплених у боях з ворогом. Для диверсій діставала вибухівку з авіабомб, що не розірвалися, що дало можливість мати 4 тонни вибухових речовин, якими пущено під укіс 78 ворожих ешелонів. За час існування штабу партизанськими з'єднаннями проведено 1272 бойових та диверсійних операцій, найбільш характерними з них є захоплення і втримання до приходу частин Червоної армії міст Славута, Острог, Плужне, Ізяслав, Ляховці…
За весь час діяльності обласного штабу партизани заподіяли противнику таку шкоду в живій силі та техніці:
- вбито і поранено 74 671 солдатів та офіцерів
- пущено під укіс 613 ешелонів і 1 бронепоїзд
- розбито 539 паровозів та 5969 вагонів і платформ

Знищено танків — 113, бронемашин — 45, літаків — 5, автомашин — 638, тракторів — 112, залізничних та шосейних мостів — 211, гармат різного калібру — 43, підприємств різних — 34, нафтобаз із пальним — 5, пального 623 т., електростанцій — 17, ліній зв'язку — 11,6 км, залізничних станцій — 2. Захоплено трофеїв: гармат — 12, мінометів — 10, кулеметів — 260, автоматів — 918, гвинтівок — 3027, патронів — біля 450 тис.шт., толу — 6,8 т., автомашин — 17, мотоциклів — 9, коней — 606 та інше воєнне та господарське майно.
За роки свого життя та військової служби, Володимир Антонович, отримав такі військові відзнаки як: Орденом Вітчизняної війни II ст. (03.1985). Медалі „Двадцять років Перемоги в Великій Вітчизняній війні 1940—1945 рр.“ (05.1965), „50 років Збройних сил СРСР“ (12.1967), „40 років Перемоги в Великій Вітчизняній війні 1940—1945 рр.“ (05.1985) та інші.

## Населення
Згідно з переписом УРСР 1989 року чисельність наявного населення села становила 4657 осіб, з яких 2265 чоловіків та 2392 жінки.
За переписом населення України 2001 року в селі мешкали 5072 особи.

### Мова
Розподіл населення за рідною мовою за даними перепису 2001 року:
| Мова       | Відсоток |
| ---------- | -------- |
| українська | 98,39 %  |
| російська  | 1,38 %   |
| білоруська | 0,02 %   |
| молдовська | 0,02 %   |
| польська   | 0,02 %   |

## Соціально-культурна сфера
На території села діють: Рівненський районний будинок культури, публічно-шкільна бібліотека, літній танцмайданчик, спортивний комплекс, плавальний басейн, стадіон, редакція газети „Клеванський тракт“, музей господарства „Зоря“, відділення зв'язку, відділення „Нова пошта“, ощадкаса, Зорянське споживче товариство, ресторан, кафе, кав'ярня, три супермаркети, два господарчі магазини, понад сорок торгових точок, майстерня з ремонту взуття, пункт прокату електротехніки, три перукарні, Клеванська газова дільниця, юрист, телекомунікаційна система, також через центр села проходить маршрутне таксі Рівне-Клевань, адміністративна будівля Зорянська сільська рада (Рівненський район) та ПрАТ АПК „Зоря“ ім. Плютинського, зареєстровано понад 300 приватних підприємців.

## Медицина
- Амбулаторія
- Дві аптеки
- Чотири стоматологічні кабінети

## Освіта
- Зорянський дошкільний навчальний заклад „Віночок“[7]
- Навчально-виховний комплекс „школа-гімназія“[8]
- Школа мистецтв

## Релігія

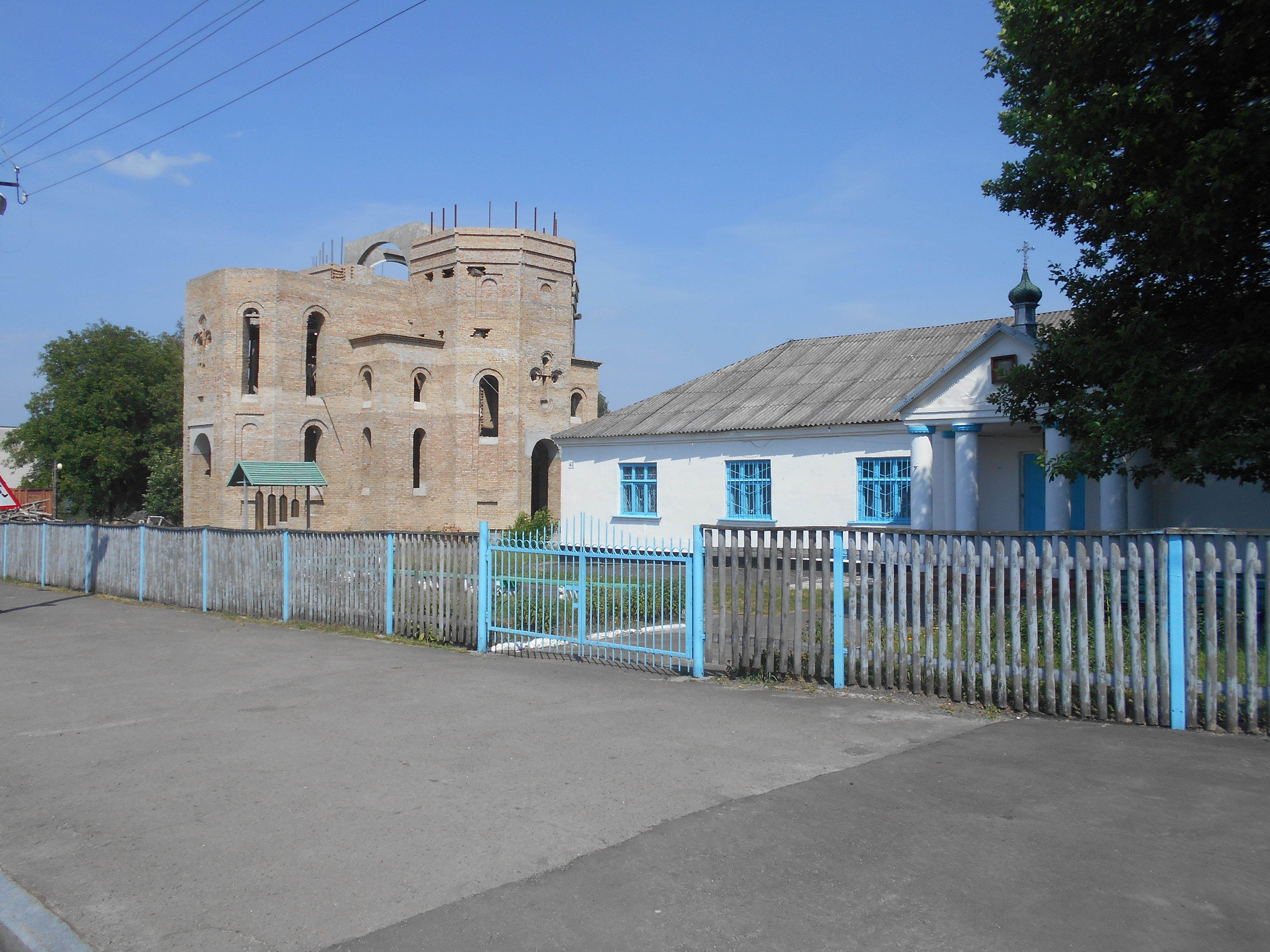
Свято-Духівський храм c.Зоря

- Свято-Михайлівський храм УПЦ

- Дім молитви

- Свято-Духівський храм ПЦУ

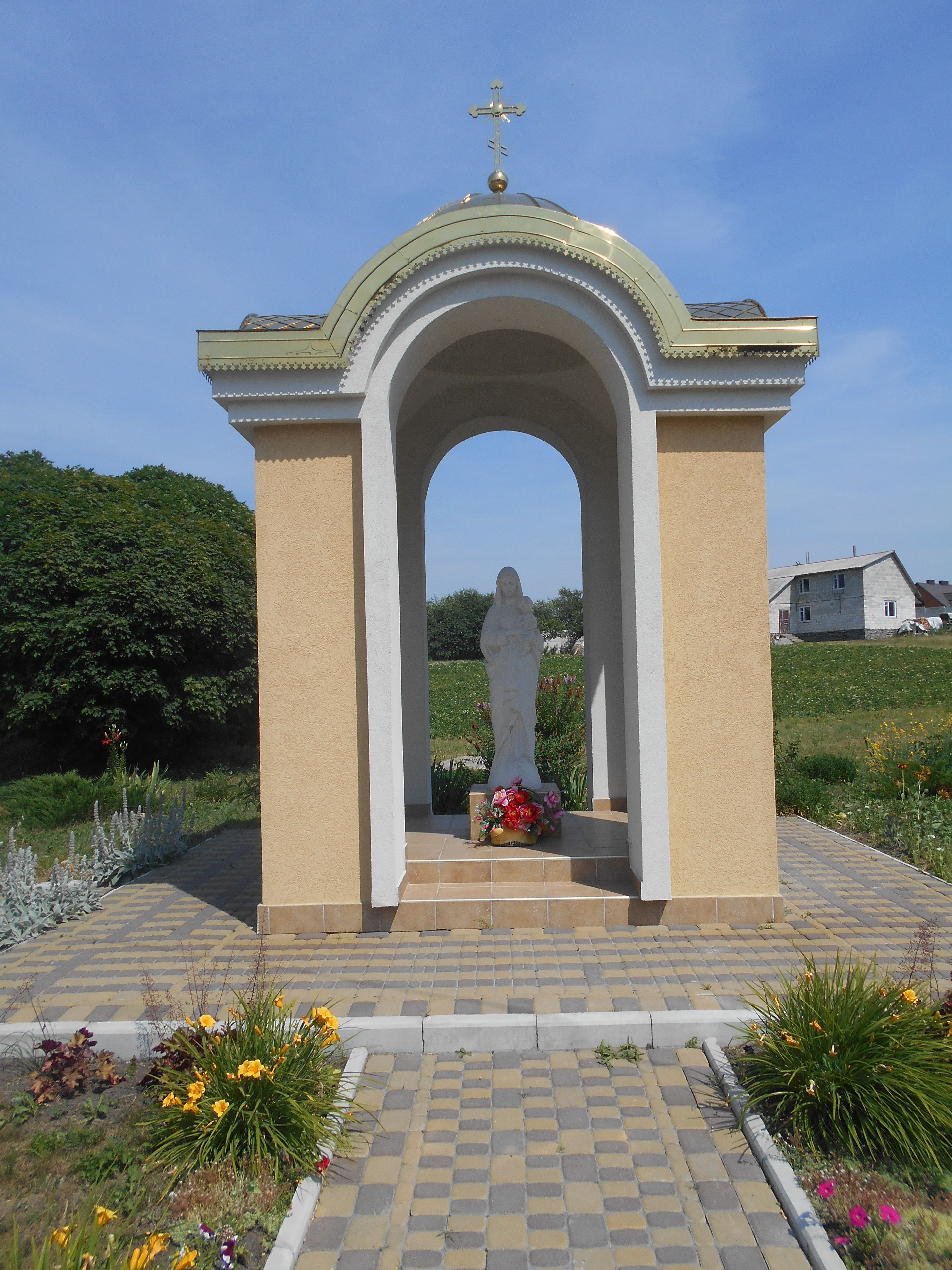
Каплиця Божої Матері

 6 квітня 1995 року в селі Зоря була зареєстрована громада Свято — Духівської церкви Київського патріархату. На той час приміщення для проведення Богослужінь не було і звершувалася служба на вулиці просто неба. Через деякий час прихожанин Іван Бречко запросив вірян до себе у власний будинок. Літургія здійснювалася в хаті.
 
З січня місяця 2001 року місцева влада виділила приміщення клубу, який на той час уже не діяв, як клуб. Після відповідного ремонту церква перейшла у приміщення і по сьогоднішній день Богослужіння проходять в цьому приміщенні.
По клопотанню громади, рішенням сільської ради було виділено земельну ділянку для будівництва нового храму. 16 червня 2003 року владика Рівненський і Острожзький Даниїл освятив місце майбутнього п'яти купольного храму висотою в 30 метрів. За кошти прихожан новий храм розпочали будувати в 2006 році . Всі проєктні роботи виконала фірма „Райз — Дизайн“ (керівник Володимир Омельчук). Каплиця освячена 4 вересня 2011 року в честь Божої Матері відноситься до Свято-Духівського храму. Автор проєкту та виконавці оздоблювальних робіт „Райз — Дизайн“ (керівник В.Омельчук), виконавці будівельних робіт ТОВ „Абсолютіндустрія“ (керівник В. В. Дятлик)

## Промисловість
- Зорянський склозавод

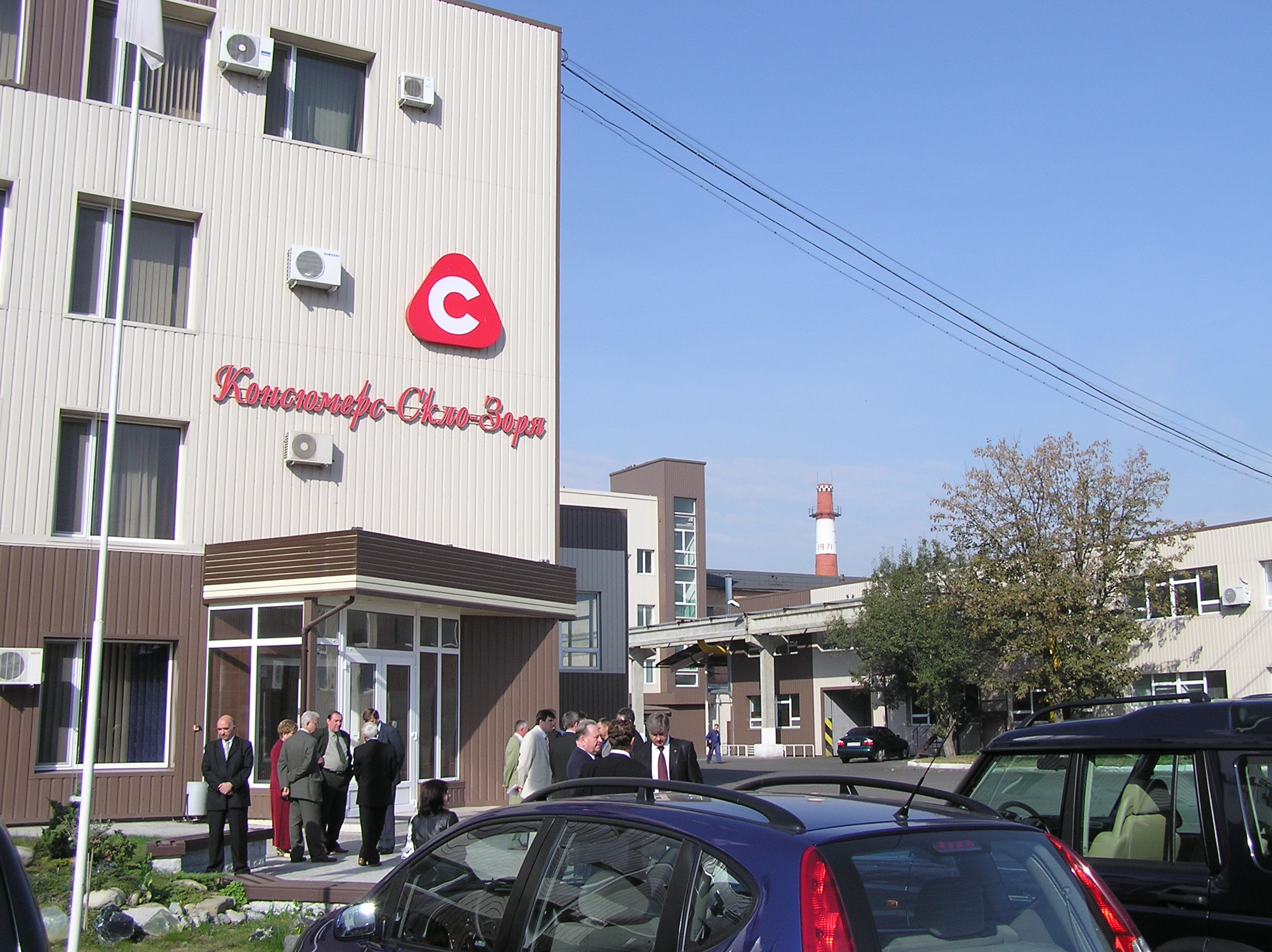
Зорянський склозавод

 Будівництво Зорянського склозаводу прийшлось на 1969-1972 роки.  Весь проєкт заводу робила проєктна організація «Гіпроскло» в Москві. 11 січня 1973 відбувся пуск заводу, який  спеціалізувався на виготовлені 3-х літрової банки . В перший рік роботи підприємство  виробило 50 млн. банок. Через рік завод вийшов на свою повну потужність – 100 млн. банок. В різні роки завод очолювали Я.М. Малахов, О.Т. Римар, В.А. Науменко, А.Д. Савченко, О.А. Дворник, М.Г. Гаврилюк. 1993 рік – призупинено виробництво. 
Новий завод вступив у дію в 2001 році, але права власності належала Євробанку. Підприємство перейменовано в ЗАТ „Консюмерс — Скло — Зоря“. Генеральним директором є С. В. Савінський. У квітні 2003 року розпочато реконструкцію цеху № 1, а в квітні 2005 — будівництво цеху № 3. Потужність заводу становить 425 тонн склотари на добу. На сьогодні „Консюмерс — Скло — Зоря“ є флагманом склотарного виробництва в Україні. З 2005 року генеральними директорами були П'єр Морлева, Жан Андре Барбоза, Аксель Гільйото, нині очолює підприємство Даніель Саксік .
КСЗ („Консюмерс — Скло — Зоря“) спеціалізується на виробництві ексклюзивних пляшок і банок з безбарвного скла „флінт“ . Серед замовників провідні виробників напої і продуктів харчування „Союз — Віктан“, „Nemiroff“, „Оліпм“, „Старий Друже“, „Чумак“, „Фоззі“, „Ост- Алко“, „Столичний Трест“, „Балтімор“, „Nestle“, „Beehive“» та ін.
На заводі використовуються сучасні технології та обладнання необхідні для виробництва продукції європейської якості, встановлено піч німецької фірми «Sorg», три 8-секційні 6-дюймові двох крапельні лінійно-секційні машини «GPS» і три лінії автоматичного контролю якості «Emhart Powers». Готова продукція пакується на євро піддони, обгортається термоусадочною плівкою і може відвантажуватись і в автомобільний транспорт, і в залізничні вагони (до заводу підведено залізничну гілку).
Річний обсяг виробництва — 200 млн одиниць продукції у залежності від асортименту. Завод працює на українській сировині.,
- Зорянські теплиці

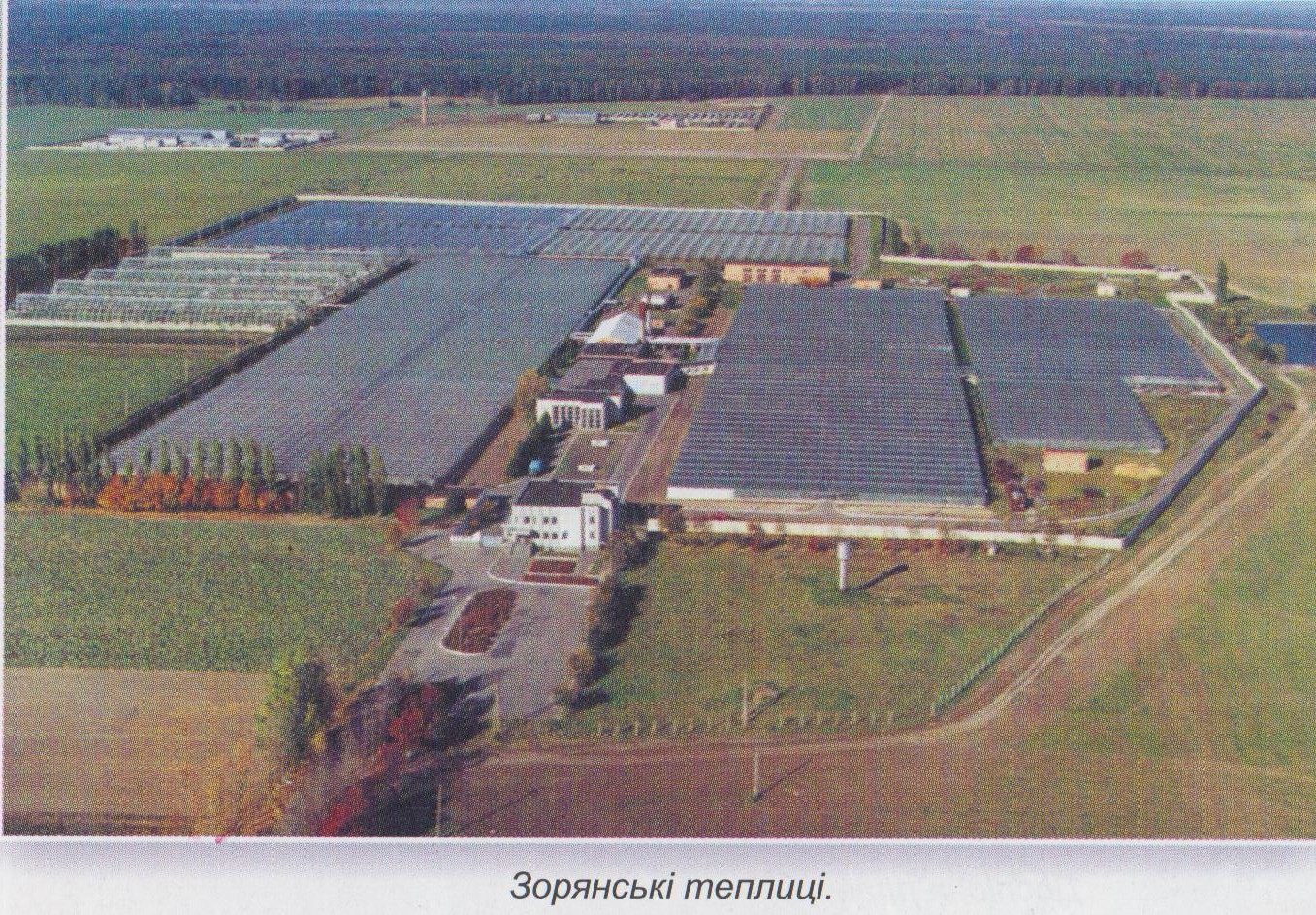
Зорянські теплиці

Перше на Рівненщині тепличне  господарство збудоване в с. Зоря  1973 року, це 30 тисяч квадратних метрів закритого ґрунту.   Спеціалісти із Голландії, представники фірми «Воскампф» допомогли розібратися у складному устаткуванні. Технічний супровід за виконання усіх робіт вів керівник проєкту Гаррі Сканцема. Монтаж металевих конструкцій робили  спеціалісти  Рівненського льонокомбінату. Директор теплиць - М.С.Портной. Перший збір огірків становив 13 кг з квадратного метра, а через рік результат сягнув – 35-40 кг.  На Виставці досягнень народного господарства у Москві досвід колективу тепличного комбінату узагальнили спеціалісти і комбінат нагородили Золотою медаллю ВДНГ, а ланкову В.О.Бернацьку – орденом Трудової Слави III ступеня.
 
У 80 — роках теплиці, консервний завод і колгоспний сад об'єднали в плодоовочевий комбінат і очолив його А.Й Плютинський. Вступили в дію ще 4,3 га теплиць, це фінські теплиці і антрацитівські. Висівали в теплицях сорти овочів наших вітчизняних селекціонерів. Наприкінці 80-х років тепличну продукцію експортували в ряд зарубіжних країн, особливо у Польщу і навіть в Німеччину. За 1990 рік вирощено і реалізовано 1934 т овочів, чистий прибуток по комбінату становив 4.3 млн.крб. Врожайність на цей період часу становила 10 кг помідорів і 30 кг огірків з одного кв. метра.
У 1994 р. на голландських теплицях зроблені перші кроки з технологічної перебудови, перехід на мало-об'ємну технологію. Комбінат співпрацює з польською фірмою «Хортіко», яку очолював Д. Коласінський

В 1995 році — плодоовочевий комбінат розформували і директором теплиць призначили В. О. Парфенюка. 

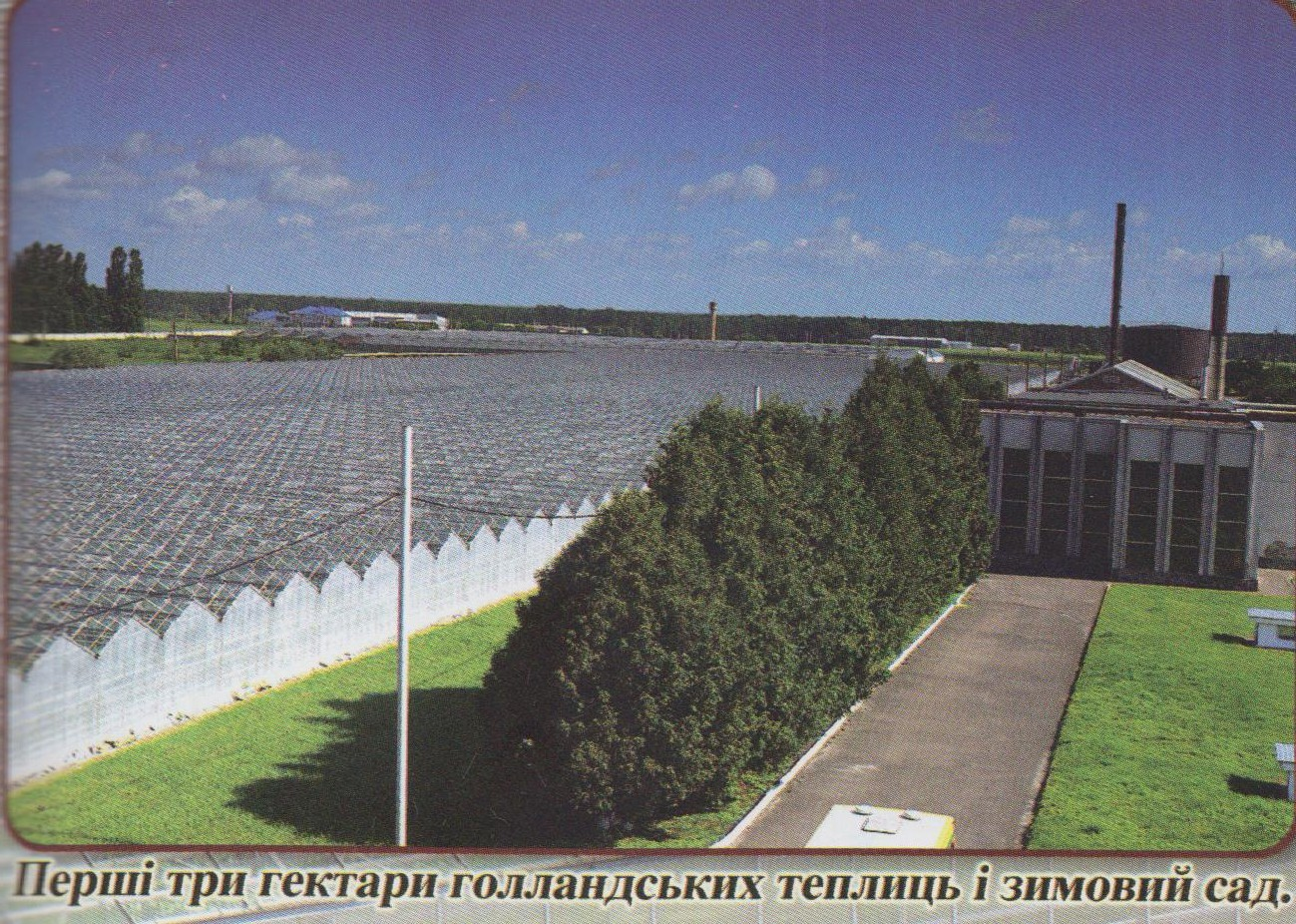
Голландські теплиці

З 1999 року на посаду директора прийшов Р. М. Семенюк. За сім років свого керівництва він зробив на підприємстві справжній технологічний прорив, зумів економічно зміцнити Зорянські теплиці настільки, що колектив успішно продовжує працювати в непростих сучасних умовах.
Сьогодні «Агроконцерном» керує досвідчений спеціаліст тепличного господарства А. О. Сич, кавалер ордена княгині Ольги.
На сьогоднішній день у теплицях на 3-х га впроваджений так званий гідропонний спосіб вирощування рослин, це вирощування овочів на поживних речовинах. Замість ґрунту використовуються штучні субстрати (мінеральна вата), застосовується крапельне зрошення.
Овочі реалізуються в Рівненській, Волинській та Хмельницьких областях. На 3-х га вирощують огірки, а на 5,3га — томати.
- Виробничі потужності прянощів ТзОВ «Нова-Пак» (адреса виробника с. Дядьковичі)

## Телекомунікації

### Інтернет
На території населеного пункту діє інтернет-провайдер «Зорятелеком» та Ланет. Надається можливість підключення за технологіями FTTB, FTTH, ADSL, інтернет по радіо-каналу.. Також в селищі працює 3G та 4G-зв'язок від компанії «Київстар» (стандарт UMTS) та «Інтертелеком»(CDMA Ev-DO 1x, Rev. A Rev.B). У майбутньому очікується покриття і іншими операторами.

## Відомі люди
- Плютинський Володимир Антонович — засновник села і його розбудовник.
- В селі народився і проживає письменник Олександр Євтушок.
- Дацик Микола Володимирович — організатор та художній керівник Ансамблю пісні і танцю «Зоря»